# Södermanlands runinskrifter 217
Sö 217 är en runsten i Berga by, Sorunda socken och Sotholms härad på Södertörn. Runstenen står enligt Brate och Wessén kvar på sin ursprungliga plats.
Den Gudve som står omnämnd anses vara samme Gudve som deltog i Ingvarstågen och reste Sö 170. Ristningen torde av stilen att döma vara utförd i början på tusentalets av runristaren Amunde. En översättning av runtexten följer nedan:

## Inskriften
Translitterering av runraden:
+ suertikr : nuk + kari : auk : kuþmutr : auk : skari : auk : knutr : raistu : stain : þena : aftiR : utruk · faþur : sin : is fel · i liþi : kuþuis +
Normalisering till runsvenska:
SværtingR ok Kari ok Guðmundr ok Skari ok Knutr ræistu stæin þenna æftiR Otrygg, faður sinn, es fell i liði Guðvis.
Översättning till nusvenska:
Svärting och Kåre och Gudmund och Skåre och Knut reste denna sten efter Otrygg, sin fader, som föll i Gudves följe.